# Остеолеписи
Остеолеписите (Osteolepis – „костна люспа“) са изчезнал род ръкоперки от девонския период. Те споделяли редица общи черти с четирикраките (всички гръбначни сухоземни животни) и вероятно били близо до основата на родословното дърво на тетраподите.

## Разпространение
Видът е обитавал езерото Оркадие в северна Шотландия.

## Описание
Остеолеписите са били около 20 cm дълги и покрити с големи, квадратни люспи. Люспите и плочките на главата им били покрити с тънък слой пориозен, костен материал, наречен козмин. Този слой съдържал канали, свързани със сензорните клетки по-дълбоко в кожата. Тези канали завършвали с пори на повърхността и вероятно били устроени, за да усещат вибрации във водата.